# XDIR (CP/J)
XDIR – polecenie nierezydentne systemu CP/J, zlecające wyświetlenie rozszerzonej informacji o katalogu, grupie plików lub pojedynczym pliku. Nazwa polecenia jest skrótem od ang. extended directory – rozszerzony indeks, katalog.
Dyrektywa ta może mieć następującą postać:
XDIRwyświetlenie informacji o wszystkich plikach w bieżącym katalogu (bieżący napęd dyskietek), z wyjątkiem plików systemowych; równoważne zapisowi: XDIR *.*
XDIR X:jak wyżej wyświetlenie informacji o wszystkich plikach ale w katalogu napędu X:
XDIR [X:]nazwa wieloznacznawyświetlenie informacji katalogowej o grupie plików, z bieżącego katalogu lub (jeżeli podano) z napędu X:
XDIR [X:]nazwa jednoznacznawyświetlenie informacji katalogowej o konkretnym pliku, z bieżącego katalogu lub (jeżeli podano) z napędu X:
Powyższym poleceniem wyświetlane są informacje o plikach z obszaru aktywnego użytkownika. Wyświetlenie plików z obszaru innego użytkownika, wymaga przejścia do obszaru tego użytkownika dyrektywą USER.
W porównaniu do dyrektywy rezydentnej DIR, zlecenie XDIR wyświetla dodatkowe informacje, dotyczące obszaru zajmowanego przez każdy z plików, podsumowanie dotyczące obszaru zajmowanego przez grupę plików i ich liczbę, całkowity zajęty obszar na wybranej dyskietce oraz wolny obszar na dyskietce. Informacja dotycząca wielkości obszaru podawana jest w kilobajtach.